# كيوسو (آيتشي)
كيوسو مدينة تقع ضمن محافظة آيتشي في اليابان، تأسست في 7/7/2005، بلغ عدد تعداد سكانها في 1 يناير – 2008 حوالي 56635 مساحتها الإجمالية حوالي 13.31 كم٢ لتصبح كثافة سكانها 4255 نسمة لكل كيلو متر مربع.

## توأمة
لكيوسو (آيتشي) اتفاقيات توأمة مع:
- تويوتا